# レイリ
『レイリ』は、原作：岩明均、作画：室井大資による日本の漫画。『別冊少年チャンピオン』（秋田書店）にて、2015年12月号から2019年1月号まで連載された。
2019年、シナリオライター（脚本家）と作画家の分業により制作された漫画を対象とする漫画賞である、第3回さいとう・たかを賞を受賞した。

## 背景
原作の岩明は2001年から2002年ごろからこの作品を構想をはじめ、『ヒストリエ』の連載を抱えながら2013年暮れまでの約12年間の時間をかけてシナリオを作成した。その間に、好きではあるが専門分野でない歴史の知識を地道に重ねたという。
漫画担当の室井にとっては歴史物は初めてで、「連載開始時は、戦国武将は5人くらいしか言えなかった」と単行本2巻の巻末コメントで語っている。
岩明は当初、「負け組にいたけどそれなりに出世した人物」と、それを調べていたら出てきた「負け組にいたけどもっと出世した人物」を主人公として考えていたが、何か違うと考えた結果、両者の間に位置する「実在する女性」に自由度を与えた上で、主人公・レイリを仮託した。当初主人公として考えていた2人は「脇役として残した」と、単行本1巻の巻末コメントで語っている。

## あらすじ
信勝や惣三との人間関係、斜陽の武田家の中での仲間の死を通して、「死にたがりの少女」から脱していくレイリの姿を描く。
プロローグ
戦国末期、長篠の戦いにおける武田の敗残兵・岡部丹波（岡部元信）を追っていた、織田の首狩り隊によって、主人公である農家の娘・レイリは、まだ11歳にして家族を皆殺しにされて失った。父母と弟らは、身を挺して家族を逃がそうとして斬り殺され、そのことがレイリの深いトラウマとなる。
丹波に拾われたレイリは、彼を命の恩人と崇敬し、自分を守るために死んでいった家族達と同じように「いつか誰かの盾として死にたい」と考え、剣の腕を磨きながら育っていく。その一途な想いと弛まぬ努力により、丹波の家来集に打ち勝てるまでになり、剣の才能を開花させつつあった。
序盤
15歳の時、丹波のもとへ最前線の高天神城への異動を命じる伝令としてやってきた、「剣も槍も武田家一」と謳われる土屋惣三（土屋昌恒）に剣で軽くあしらわれたレイリは、彼に見いだされる。丹波の「レイリを死なせたくない」という思惑から、レイリは戦地となる前線から外され、惣三に預けられることになる。
レイリは、顔が瓜二つの武田信勝の「影武者」をするよう命じられるが、しばらくして同じ影武者役の一人が暗殺される。信勝は自身を囮にして、暗殺者を誘き出そうとする。その後に襲ってきた敵集団を、レイリは瞬く間に切り伏せる。
中盤
天正8年(1580年)、武田家当主・武田勝頼のもとに前線より2通の書状が届く。一通は、高天神の城将・丹波からの「救援求む」。もう一通は、副将・横田甚五郎の「救援無用」という、正反対の内容でった。天才を自称する信勝は、これが織田の計略であると見抜き、父・勝頼が救援に行くことを止めるよう直訴。武田家は救援を断念し、高天神城の放棄が決定される。
天正9年(1581年)、半年にわたって高天神城が耐え抜く中で、勝頼は新しく「新府城」の建造を始める。丹波を心配するレイリは、影武者の任を放り出して一人で戦地へと潜入し、徳川家康を討ち取ろうとするが止めて、高天神城に潜入。丹波らに、「勝頼は援軍を出さない」ことを伝える。
一矢報いて死のうとする将たちに、レイリは脱出することを提案するが、丹波は若者たち200名のみを逃がす決断を下す。脱出口である「犬戻り猿戻り」と言われる一本道の先頭に立ったレイリは、たった一人で迎撃隊と戦い脱出が終わるまでの時間稼ぎを行う。
追撃隊により捕えられたレイリは、死を覚悟するが、惣三の軍勢によって助けられる。戦場を知ったレイリは、「死にたがり」を止めて生きることを誓う。
終盤
信長の侵攻を耐え抜くため、「新府城での籠城戦」が陥落した場合を想定して、信勝は小さな山城である「岩殿城」の準備を指示する。未完成の新府城に、織田信忠の軍勢が襲来しようとしていた。武田の親族であるはずの木曽義昌、親族筆頭の穴山玄蕃らの裏切りに遭い、15000いた武田軍はわずか1000にまで激減。
そんな中、刺客がいることを察知した信勝は、父の盾となって狙撃の的となり、レイリに「最後の影武者」になることを頼んで亡くなる。これまで、信勝を襲撃していたのは、穴山玄蕃であった。新府城を放棄して、岩殿へと向かう途中で500名いた兵は、わずか90名となる。小山田信繁に信勝が死んだことが知られ、小山田からも見限られる。
名門・武田が最後を飾る戦いを前に、「正嫡・武田信勝が女であってはならぬ」という理由から、レイリはお役御免を言い渡される。死地へと向かう惣三から「息子を頼む」と懇願され、レイリは惣三に想いを伝え、惣三もそれに応える。惣三のその武勇は「片手千人斬り」として、死んだ直後から全国に名が知れ渡ったという。
ラスト
生前、信勝が残していた「偽の信玄の手紙」が、明智光秀の元に届けられる。それは、明智光秀を心変わりさせることで、信長を討ち果たすための信勝の仕掛けた計略であった。天正10年(1582年)、京都本能寺にて信長は討ち取られる。
生前の信長によって武田から寝返った者の多くは成敗されていたが、武田を裏切った上に信勝を暗殺した「穴山玄蕃」のみが唯一生き残っていた。それを許せないレイリは、玄蕃と共に大阪から脱出していた家康の背後を取って交渉。その後、信勝の姿で現れたレイリは、穴山玄蕃ら一行を討ち取る。
エピローグ
6年後の天正16年(1588年)、惣三の子・平三郎 (土屋忠直)は「父のように大名に仕えて、武将になりたい」と願い、レイリの紹介により家康の家来となる。後に平三郎は、家康の側室・阿茶局に養育されて成人し、家康の息子・徳川秀忠に目をかけられ、14年後には上総国にて2万石の大名となる。
平三郎を送り出した後、レイリがあてもない旅に出たところで、物語は終わりを告げる。

## 主な登場人物
レイリ / 零里
1565年生まれ。百姓の娘として生まれる。11歳の時に長篠の戦いで敗れた武田兵を追う首狩りの中で一家が襲撃を受け、父・母・弟がレイリを逃がすために盾となり死亡する。この際、長篠の敗戦で逃亡中であった岡部丹波（岡部元信）に命を救われ、孤児として丹波の下で育つ。15歳になるころには、丹波の家臣との木剣による打ち合いで敵うものがいないほどの剣技の上達を見せ、自分を逃がすために死んだ家族のように「恩人である丹波の盾として死ぬ」ことを生きる目標にする。しかし、丹波が最前線である高天神城に異動になるという命令が出た際に、レイリを戦場から引き離したかった丹波の思惑と、伝令に訪れた土屋惣三（土屋昌恒）に武田信勝の影武者候補として見初められたこととが重なって、丹波と離れ、信勝の影武者としての生活をはじめることとなる。その過程で武田家中の様々な人物との交わりを経て「死にたがり」から脱却し、自分を愛おしんでくれた人達のためにも生きなければならないと考えを改め成長を重ねてゆく。多くの武田家臣が見間違うほど容姿が武田信勝に酷似していることを活かして、真田昌幸から情報を聞き出したり、高天神城で玉砕論に傾く籠城の将たちに脱出するよう促したりするなど暗躍する。影武者生活の中で馬術・弓術・忍びの技なども人並み以上に習得し、重包囲された高天神城に忍び込んだり、家康の背後に計3度も忍び寄るなど武術を活かした活躍も見せる。「レイリ」は百姓の父がつけた名前であるが、漢字表記の「零里」は武田信勝の命名による。

### 武田家
武田勝頼
甲斐武田氏の当主。父・武田信玄はその死に際し「勝頼では信長に対抗できない、信勝を後継とせよ」と遺言を残したが、当時7歳の信勝が後継に指名されたことを受け入れきれず、信玄の遺言を蹴って家督を相続した。程なく長篠の戦いで大敗、失った家中の信頼を取り戻そうと奮起するが、父や、父が後継として指名した信勝に武将としての劣等感や焦りを抱いていて、信勝の現実的な献策に苛立ちを覚え疎んじたり、強い武田家を目指すばかりに決戦論を主張するなど熟慮に欠ける人物として描写される。
最終巻のあとがきで原作者の岩明は、近年は勝頼の評価を見直す声があるが、自身で改めて検討した末に従来（否定的評価）のままで良いと判断したと述べている。
武田信勝
勝頼の子。祖父・信玄によって勝頼を抜かし後継として指名された。普段は自惚れ屋気質で自分が美少年であり、才覚も信玄をしのぐ天才である「武田の希望の星」と吹聴するような尊大な性格だが、影武者が身代わりとして死んだ際は動揺して涙を見せたり、信長に対する策を求められ「勝てるわけがない」と本音を呟くなど脆い面も見せる。父に信頼を置かない家臣らの期待と、父に疎まれる懸念に板挟みになりながら武田家の命脈を持たせるため様々な策を巡らせている。頭脳明晰で、忍びを用いて情報を集めた結果から織田家中の実情を分析したり、徳川軍に包囲された高天神城を勝頼自ら救援に赴くべきとの主張に対して、武田主力を誘い出すための餌であるため見捨てるべきと主張するなど、鋭い考察を見せる。最後は穴山玄蕃の放った刺客の銃弾を受け、勝頼の身代わりとなって死亡する。
土屋惣三（土屋昌恒）
武田の重臣。家中一の武術の達人。伝令として岡部丹波のもとを訪れた際に、当時15歳で岡部丹波の部下相手の賭け試合で敵無しであったレイリと遭遇。これを片手のみで打ち負かし、信勝の影武者候補としてレイリを引き取る。武田家に忠実で腕の立つ家臣として描かれ、信勝を襲撃した数十人の刺客を10人足らずの護衛で撃退したり、高天神城から敗走中のレイリの窮地に駆け付け救ったりしている。武田家の最後に際しては一緒に死ぬと主張するレイリを諭し、息子・平三郎を託す。この際、レイリからの告白を受けて「大好きだ」とその想いに応えるも、史実通り勝頼一行らとその運命を共にする。
土屋平三郎（土屋忠直）
惣三の子。母は自分を生んだ際に死去している。武田滅亡の際は幼児であったが、惣三によりレイリに託され、母となり姉となったレイリに駿河の寺で養育される。後にレイリの計らいによって徳川家康に仕え、城持ち大名にまで出世する。
岡部丹波（岡部元信）
元今川家の家臣であったが、主家の滅亡後は武田家臣となる。今川時代に桶狭間の合戦後、自分の守る城と引き換えに信長から今川義元の首の返却を求めたエピソードが家康や元岡部隊の雑兵であったレイリの父に知れ渡っており、内外問わず文武両道の武将として評価は高い。長篠の戦いで武田家が敗戦し、その逃走中にレイリの一家が住む家に立ち寄るが、これは間接的にレイリ一家が惨殺されるきっかけとなってしまう。追手が気になり引き返したところで惨殺を知り、生き残っていたレイリを救出して養育することとなる。誰かのために死ぬことを目標として剣技に明け暮れるレイリの危うさを苦慮しており、自身が最前線の高天神城の主将として守備に向かうことになったのを契機に、レイリに決別の意を伝えて土屋惣三に託す。のちに救援を信じて高天神城で粘っていた所に忍び込んできたレイリが訪れ、救援が来ないという決定が秘匿され、捨て石とされていたこと伝えられる。城兵は玉砕論に傾いたがレイリの説得により包囲外の隘路から若手を中心とした選抜隊を逃がすこととなり、逃がす時間を稼ぐ囮部隊を引き受け徳川軍に突撃、死亡する。
横田甚五郎（横田尹松）
丹波が派遣されてくる前の高天神城主。年若いゆえに侮られる部分があるとして丹波を主将として迎え入れることとなり、以後は副将となる。救援を求めた丹波に対し、これは勝頼を誘い出す罠ではないかと察し、独自に「救援は不要」との書状を勝頼に出していた。信勝の献策もあり、武田家は救援を断念するが、実際に物語中では信長の武田本隊を誘い出す罠だったため、予測は当たっており、丹波にその先見の明を褒められている。脱出戦では脱出させる少数精鋭部隊を率いる指揮官となり、多くの犠牲を払いながらも高天神城の城兵を僅かながらも生還させる。
穴山玄蕃頭（穴山梅雪）
武田の重臣で親族衆の筆頭。かなり早くから織田家に通じており、高天神城包囲に際して勝頼自ら決戦に挑むべきと信長の策に沿う形で進言をしたり、家中で勝頼よりも信望を集める精神的支柱である信勝の暗殺計画を実行したりと武田家崩壊の黒幕として暗躍している。武田家滅亡後、その功績から武田の家督を息子・勝千代に与えられたり、大幅な領地増加を受けるも、本能寺の変に遭遇。逃走中のところを「けじめ」として信勝に扮したレイリに襲撃され、討ち取られる。
小山田信茂
武田の重臣。信勝の聡明さに大きな期待を寄せて親密な関係を築く一方、当主・勝頼は担ぐに値しない凡愚と内心軽視している。信勝いわく「家臣の中では最後の頼みの綱」。信勝に「武田が本拠を失った後でも少数精鋭で粘ればどこかの勢力が担ぎ上げる神輿として協力してくれるはずだから、その拠点が必要」との理由で城を求められ、万が一の際は自領内にある岩殿城で命を懸けて守り切ると約束する。しかし、信茂が防衛を誓ったのは信勝であり、彼の死亡とレイリが影武者を務めている事実を把握すると、勝頼を受け入れる義理はないと武田一行の受け入れを拒絶した。その後は史実と同じく、織田家に降伏するも処刑されたことが民の噂としてレイリの耳に入る。
和助
信勝が用意していた影武者候補の1人である少年。顔はレイリを除けば一番よく似ていて、女性であるレイリは信勝が声変わりしてしまった後は影として使えなくなるという点から、信勝には一番期待される。しかし、気が小さく臆病な性格で、獰猛な家臣の前で若殿として振る舞う度胸がなく、自信をつけさせるために信勝が自分の羽織を着せて、自分の高慢さを真似させていた際に穴山玄蕃の放った刺客の矢を受けて死亡する。
孫次
信勝が用意していた影武者候補の1人である少年。信勝が暗殺され死去した後、武田家の最後において信勝の影が女性では困るという理由から、影として死ぬというレイリを諭して落ち延びさせる役に協力する。
真田昌幸
勝頼の命令により新府城築城の担当者に選ばれる。大掛かりな築城が今の武田家に必要かという信勝の問いに対し、勝頼の命令は武田家の命だから仕方がない、完成が楽しみだ、という他人事かのような解答をしたことを信勝には「信用できん」と評される。また信勝に扮したレイリに、高天神城が救援も来ないのに逃げださずに頑強に持ちこたえ粘るのは、救援が来ないことを知らないために士気が落ちないからだろうと話し、レイリが一時、影武者の役を放棄して岡部丹波を助けるために高天神城へ向かうきっかけを作る。
小菅五郎兵衛（小菅忠元）
和助の影武者の修練として対面。すぐに影武者と見抜くが、続いて登場した零里は完全に信勝と思い込み、その影武者としての完成度の高さを零里が信勝に褒められるきっかけを作った。史実では山県昌景の従兄。小山田信茂に属していたため、織田信忠に処刑された。

### その他の人物
織田信長
天下取りに大手をかけた戦国大名。主人公・レイリの属する武田家に対する表向きの敵（悪役）として描かれる。実際は武田家に訪れる危機や、信勝の暗殺未遂などの多くは彼の調略を受けた穴山玄蕃（穴山梅雪）の仕業であることがほとんどであるが、作品上、それを伏線として隠すための隠れ蓑となっている。
徳川家康
勢力差から信長に従っているが、信長の命で息子を失ったことを内心恨んでおり、陰では「信長」と呼び捨てにしている一方、かつて同じ今川家中で旧知の仲である岡部丹波は「丹波殿」と呼んでいる。高天神城包囲中には潜入したレイリに背後を取られ、刀を突き付けられるが、彼女の問に堂々と返答した上に、「ワシを殺しても徳川の包囲は一切乱れない」と豪語したことでレイリに疑念を抱かせ、殺されずにすむ。これを始めとして計3度レイリに背後を取られている。毎回とも背後を取られているのでレイリの姿は確認していなかったが、最後に再会した際には自分の背後を取り続けた人物が女性の姿であることを察している。
明智光秀
着実な努力家として織田家に仕えるも、天才肌の信長の考えは理解し難いと思っている。史実と同じく信長に反旗を翻し、本能寺の変を起こす。そのきっかけとして、生前に信勝が快川和尚宛に作った「信玄が光秀を励ます」内容の偽書があったことが触れられる。

## 書誌情報
- 室井大資（漫画）・岩明均（原作）『レイリ』 秋田書店〈少年チャンピオン・コミックス・エクストラ〉、全6巻
  1. 2016年11月8日発売[5]、ISBN 978-4253131353
  2. 2016年11月8日発売[5]、ISBN 978-4253131360
  3. 2017年4月7日発売、ISBN 978-4253131377
  4. 2017年10月20日発売、ISBN 978-4253131384
  5. 2018年11月8日発売、ISBN 978-4253131391
  6. 2019年5月8日発売、ISBN 978-4253131407